# Eodorcadion minicarinatum
Eodorcadion minicarinatum es una especie de escarabajo longicornio del género Eodorcadion, categorizada en la tribu Dorcadionini, de la subfamilia Lamiinae. Fue descrita por Danilevsky & Lin en 2012.

## Descripción
Mide 15,3-17 mm de longitud.

## Distribución
Se distribuye por China.